# Ranunculus bulbosus
Il ranuncolo bulboso (nome scientifico Ranunculus bulbosus L., 1753) è una pianta appartenente alla famiglia delle Ranunculaceae, comune in tutta la penisola italiana.

## Etimologia
Il nome generico (Ranunculus), passando per il latino, deriva dal greco Batrachion, e significa “rana” (è Plinio scrittore e naturalista latino, che c'informa di questa etimologia) in quanto molte specie di questo genere prediligono le zone umide, ombrose e paludose, habitat naturale degli anfibi. L'epiteto specifico (bulbosus) derivato dal latino si riferisce al particolare fusto sotterraneo di questa pianta.

Il binomio scientifico attualmente accettato (Ranunculus sceleratus) è stato proposto da Carl von Linné (1707 – 1778), biologo e scrittore svedese, considerato il padre della moderna classificazione scientifica degli organismi viventi, nella pubblicazione Species Plantarum del 1753.

## Descrizione

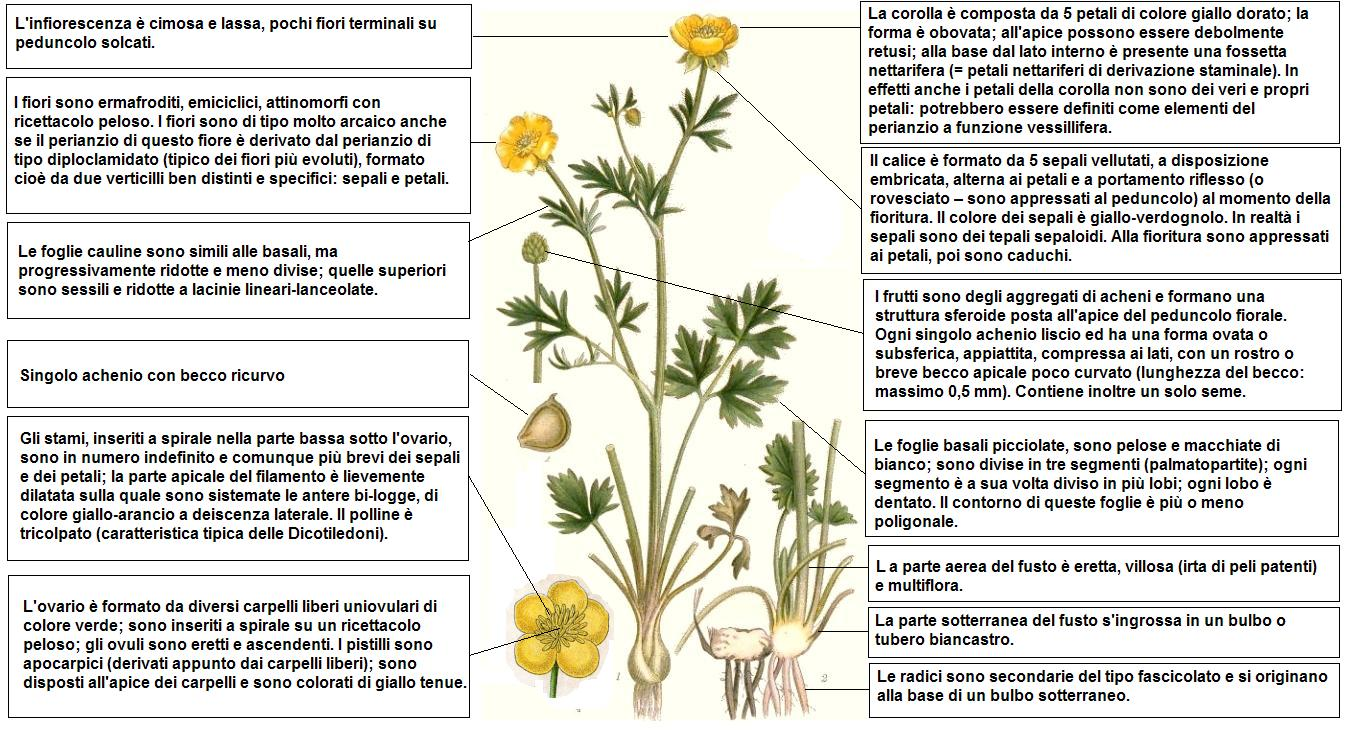
Descrizione delle parti della pianta

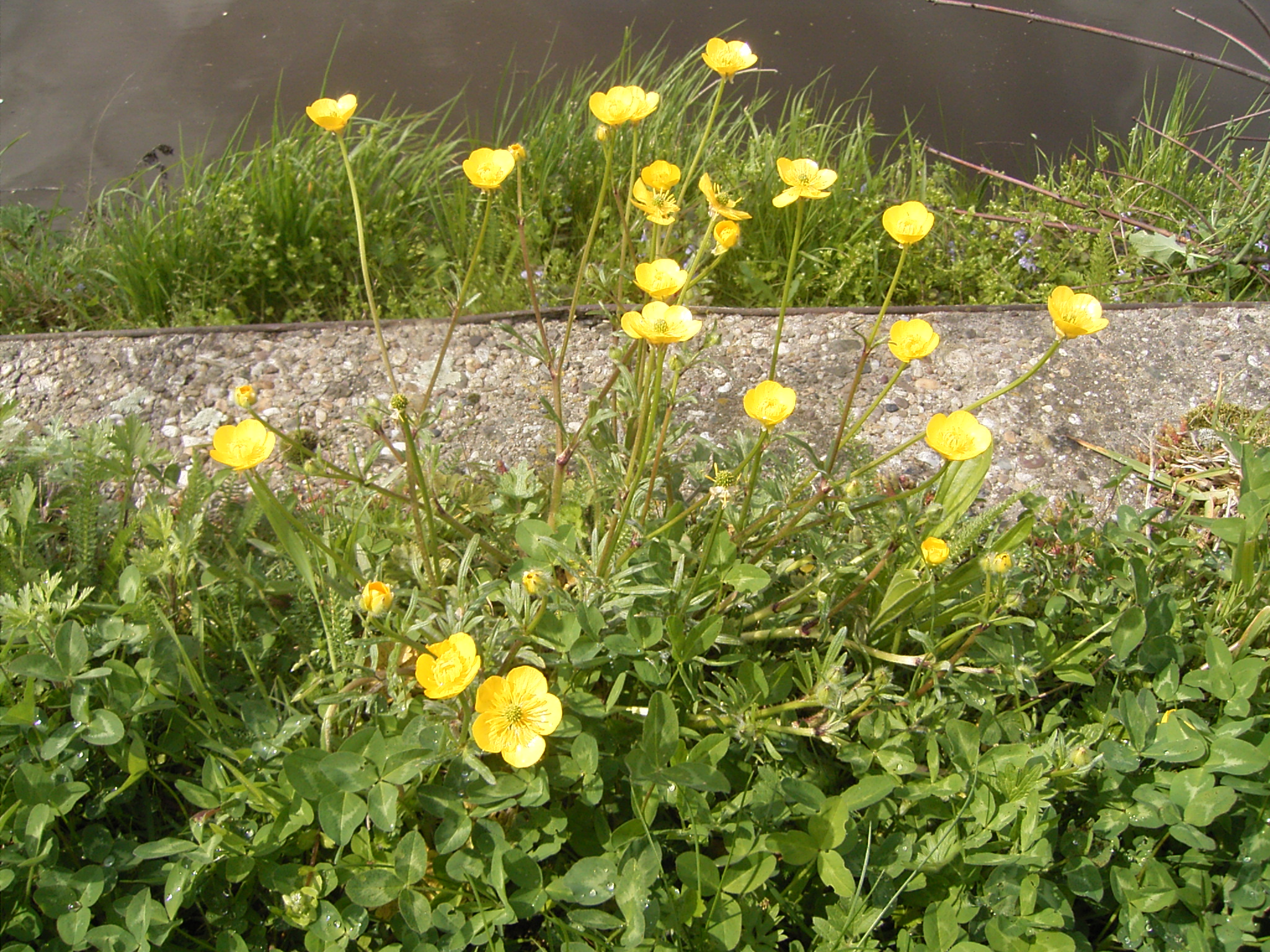
Il portamento

In Italia sono presenti tre sottospecie; i seguenti dati si riferiscono soprattutto alla sottospecie più diffusa: subsp. bulbosus.

È una pianta erbacea perenne, la cui altezza media oscilla tra 15 e 50 cm. È definita inoltre emicriptofita scaposa (H scap), ossia è una pianta con gemme svernanti al livello del suolo e protetta dalla lettiera o dalla neve; è inoltre munita di asse fiorale eretto con poche foglie. Questo tipo di piante possono anche essere classificate tra le geofite bulbose (G bulb), piante perenni munite di bulbo, organo di riserva che annualmente produce nuovi fusti, foglie e fiori. 

Tutta la pianta è fondamentalmente pubescente (peli patenti) e priva di cellule oleifere. Lunghezza dei peli 1 – 2 mm.

### Radici
Le radici sono secondarie del tipo fascicolato e si originano alla base di un bulbo sotterraneo.

### Fusto
- Parte ipogea: la parte sotterranea del fusto s'ingrossa in un bulbo o tubero biancastro. Dimensioni del bulbo: larghezza 8 – 12 mm; lunghezza 6 – 8 mm.
- Parte epigea: la parte aerea è eretta, villosa (irta di peli patenti) e multiflora.

### Foglie

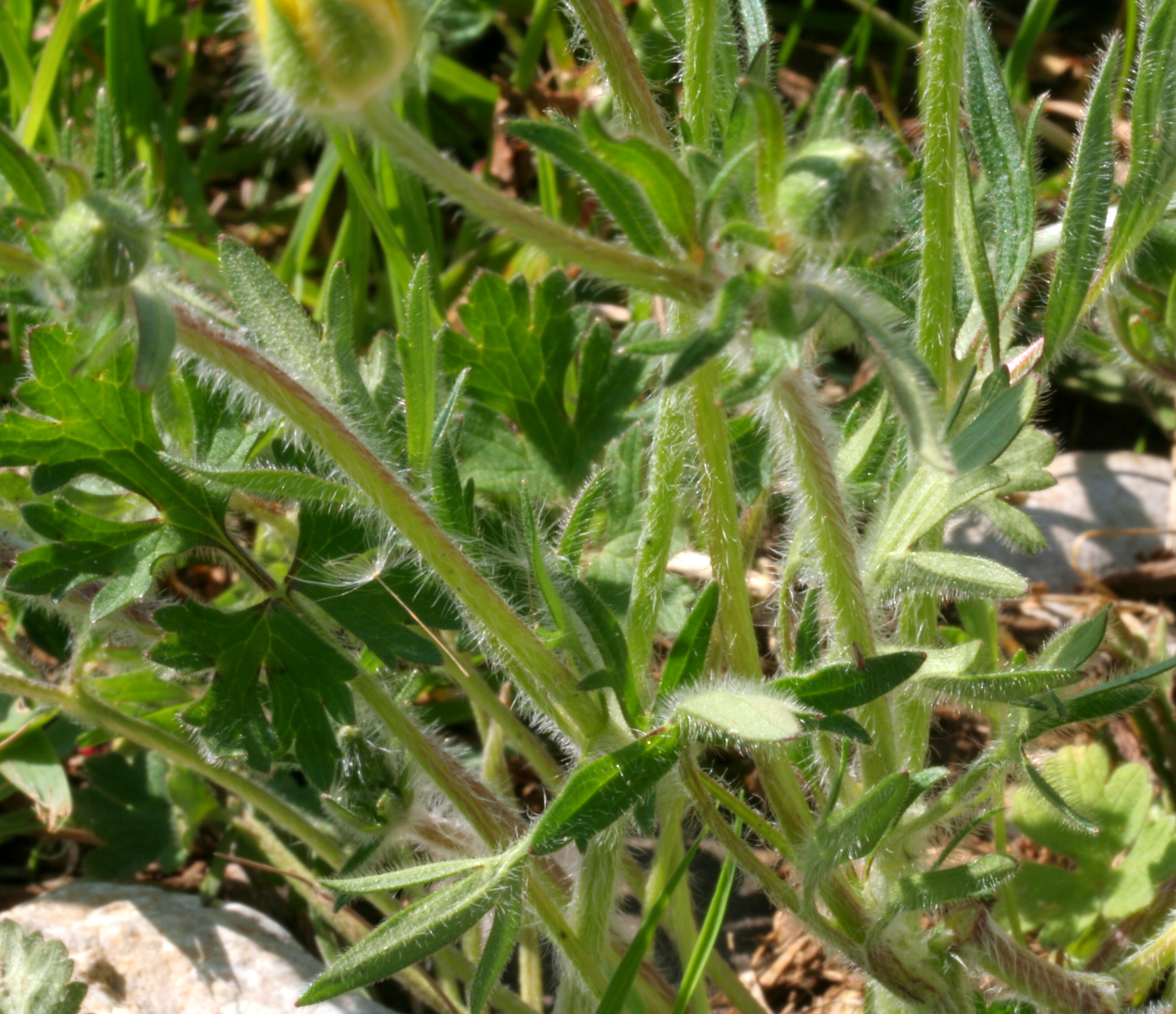
Le foglie
Località: Visome (BL), 350 m s.l.m. - 06/05/2008

- Foglie basali: le foglie basali picciolate, sono pelose e macchiate di bianco; sono divise in tre segmenti (palmatopartite); ogni segmento è a sua volta diviso in più lobi; ogni lobo è dentato. Il contorno di queste foglie è più o meno poligonale. Dimensione delle foglie radicali: larghezza 2 – 6 cm; lunghezza 6 – 15 cm. Lunghezza del picciolo: 20 – 40 cm.
- Foglie cauline: le foglie cauline sono simili alle basali, ma progressivamente ridotte e meno divise; quelle superiori sono sessili e ridotte a lacinie lineari-lanceolate. Dimensione delle foglie cauline: larghezza 2 –3 mm; lunghezza 8 – 15 mm.

### Infiorescenza
L'infiorescenza è cimosa e lassa, pochi fiori terminali su peduncoli solcati.

### Fiore

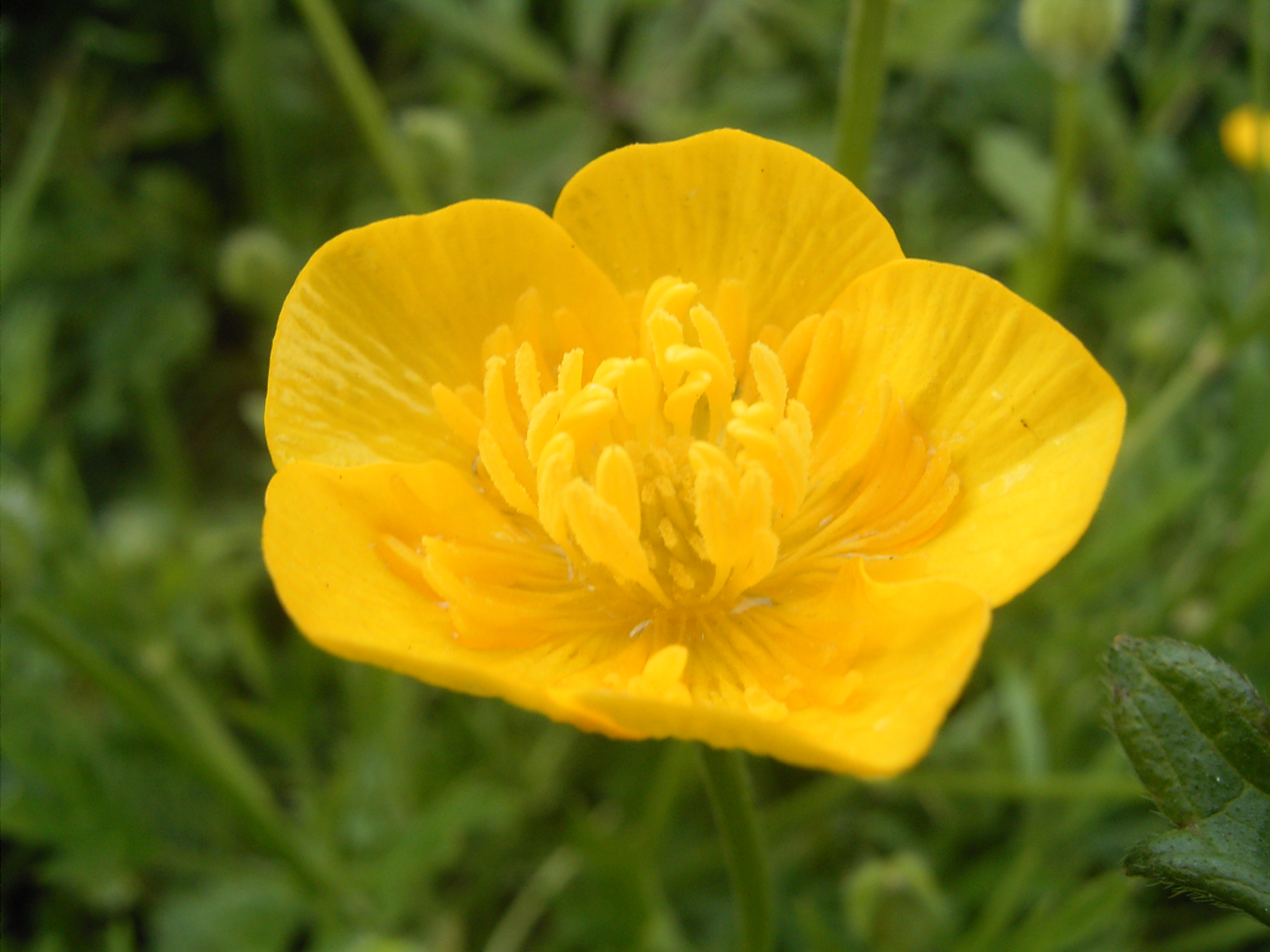
Il fiore

I fiori sono ermafroditi, emiciclici, attinomorfi con ricettacolo peloso. I fiori sono di tipo molto arcaico anche se il perianzio(o più esattamente il perigonio) di questo fiore è derivato dal perianzio di tipo diploclamidato (tipico dei fiori più evoluti), formato cioè da due verticilli ben distinti e specifici: sepali e petali. Diametro dei fiori: 1,5 – 2 cm.
- Formula fiorale: per queste piante viene indicata la seguente formula fiorale:

* K 5, C 5, A molti, G 1-molti  (supero), achenio

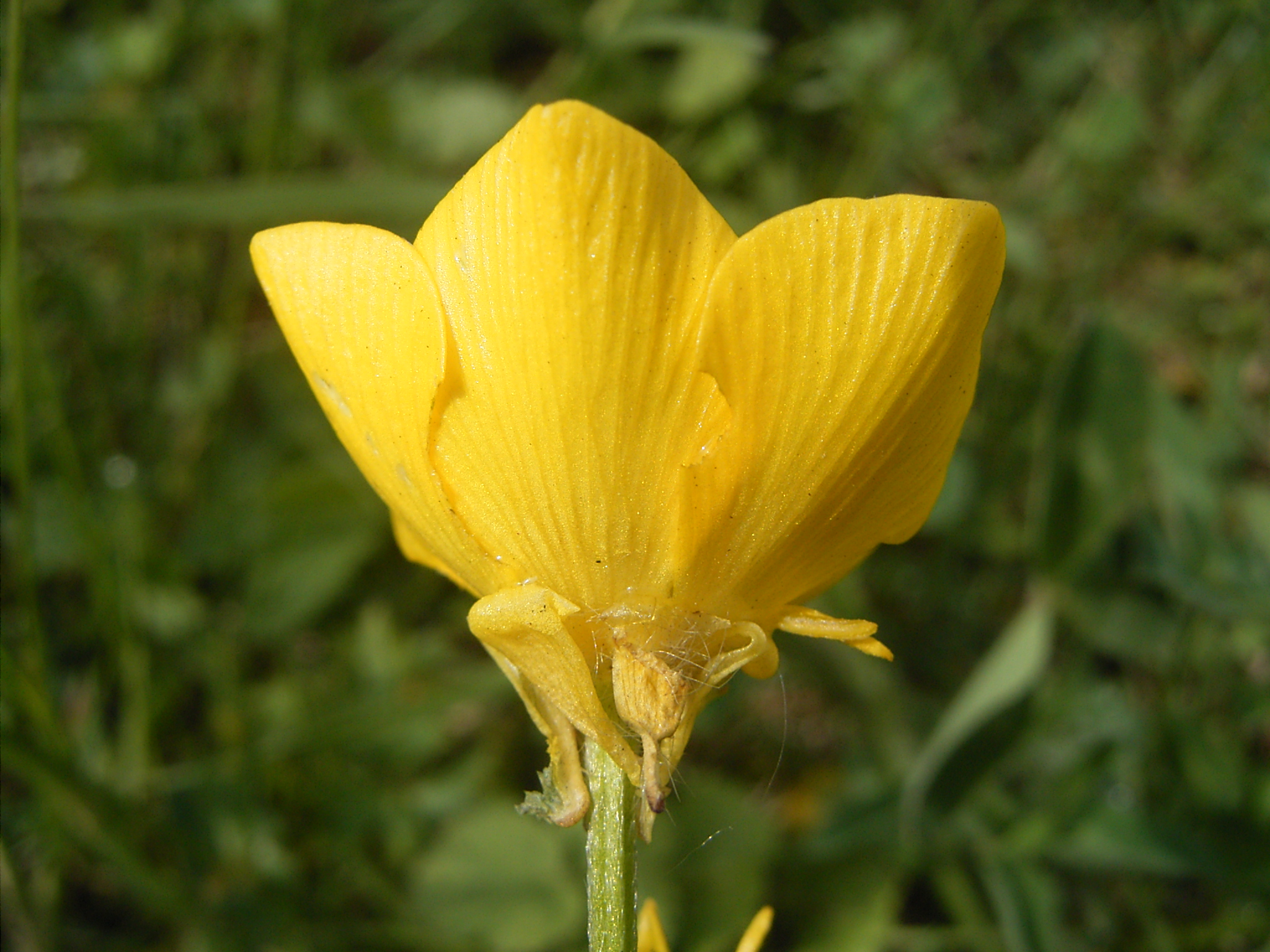
Il calice con i sepali riflessi

- Calice: il calice è formato da 5 sepali vellutati, a disposizione embricata, alterna ai petali. Il colore dei sepali è giallo-verdognolo. In realtà i sepali sono dei tepali sepaloidi[6]. Alla fioritura sono appressati ai petali, poi acquistano un portamento riflesso (o rovesciato – sono appressati al peduncolo); alla fine sono caduchi. Dimensione dei sepali: larghezza 5 mm; lunghezza 8 mm.
- Corolla: la corolla è composta da 5 petali di colore giallo dorato; la forma è obovata; all'apice possono essere debolmente retusi; alla base dal lato interno è presente una fossetta nettarifera (= petali nettariferi di derivazione staminale). In effetti anche i petali della corolla non sono dei veri e propri petali: potrebbero essere definiti come elementi del perianzio a funzione vessillifera[7]. Dimensione dei petali: larghezza 5 – 9 mm; lunghezza 9 – 11 mm.
- Androceo: gli stami, inseriti a spirale nella parte bassa sotto l'ovario, sono in numero indefinito e comunque più brevi dei sepali e dei petali; la parte apicale del filamento è lievemente dilatata sulla quale sono sistemate le antere bi-logge, di colore giallo-arancio a deiscenza laterale. Al momento dell'apertura del fiore le antere sono ripiegate verso l'interno, ma subito dopo, tramite una torsione, le antere si proiettano verso l'esterno per scaricare così il polline lontano dal proprio gineceo evitando così l'autoimpollinazione. Il polline è tricolpato (caratteristica tipica delle Dicotiledoni).
- Gineceo: l'ovario è formato da diversi carpelli liberi uniovulari di colore verde; sono inseriti a spirale su un ricettacolo peloso; gli ovuli sono eretti e ascendenti. I pistilli sono apocarpici (derivati appunto dai carpelli liberi); sono disposti all'apice dei carpelli e sono colorati di giallo tenue.
- Fioritura: da marzo ad ottobre.

### Frutti
I frutti sono degli aggregati di acheni e formano una struttura sferoide posta all'apice del peduncolo fiorale. Ogni singolo achenio liscio ed ha una forma ovata o subsferica, appiattita, compressa ai lati, con un rostro o breve becco apicale poco curvato (lunghezza del becco: massimo 0,5 mm). Contiene inoltre un solo seme. Dimensione degli acheni: 2 – 3 mm.

## Riproduzione
La riproduzione di questa pianta avviene in due modi:
- per via sessuata grazie all'impollinazione degli insetti pronubi (soprattutto api) in quanto è una pianta provvista di nettare (impollinazione entomogama);
- per moltiplicazione vegetativa: tramite il bulbo sotterraneo.

## Distribuzione e habitat
- Geoelemento: il tipo corologico (area di origine) è Eurasiatico.
- Distribuzione: è presente su tutto il territorio italiano (isole comprese). Nelle Alpi è ovunque presente, come pure nei rilievi europei. Si trova inoltre in Asia e in entrambe le coste dell'America del Nord (ma probabilmente qui è stata introdotta dall'uomo).
- Habitat: l'habitat tipico di questo ranuncolo sono i prati, i campi coltivati e incolti, i margini stradali e le schiarite dei boschi. Il substrato preferito è sia calcareo che siliceo con pH neutro-basico, terreno a bassi valori nutrizionali e piuttosto secco.
- Distribuzione altitudinale: sui rilievi queste piante si possono trovare fino a 2500 m s.l.m.; frequentano quindi i seguenti piani vegetazionali: collinare, montano e subalpino.

### Fitosociologia
Dal punto di vista fitosociologico la specie di questa voce appartiene alla seguente comunità vegetale:
Formazione: delle comunità a emicriptofite e camefite delle praterie rase magre secche
Classe: Festuco-Brometea
Ordine: Brometalia erecti
Alleanza: Mesobromion

## Tassonomia
Il genere Ranunculus è un gruppo molto numeroso di piante comprendente oltre 400 specie originarie delle zone temperate e fredde del globo, delle quali quasi un centinaio appartengono alla flora spontanea italiana. La famiglia delle Ranunculaceae invece comprende oltre 2500 specie distribuite su 58 generi. 

Le specie spontanee della nostra flora sono suddivise in tre sezioni (suddivisione a carattere pratico in uso presso gli orticoltori organizzata in base al colore della corolla): Xanthoranunculus – Batrachium – Leucoranunculus. La specie Ranunculus bulbosus appartiene alla prima sezione (Xanthoranunculus) caratterizzata dall'avere la corolla gialla.

Un'altra suddivisione, che prende in considerazione caratteristiche morfologiche ed anatomiche più consistenti, è quella che divide il genere in due sottogeneri (o subgeneri), assegnando il Ranunculus bulbosus al subgenere Ranunculus, caratterizzato da piante con fusti eretti (e quindi forniti di tessuti di sostegno), peduncoli dell'infiorescenza eretti alla fruttificazione, lamina fogliare ben sviluppata e petali gialli o bianchi (l'altro subgenere Batrachium è dedicato soprattutto alle specie acquatiche).

Il numero cromosomico di R. bulbosus è: 2n = 16.

### Variabilità
In questa pianta alcuni caratteri morfologici sono incostanti come la pubescenza sul fusto (scarsa o densa) oppure sui petali come pure non è costante l'ingrossamento alla base del fusto.

Al nord (Europa centrale fino alle Alpi) questa specie è abbastanza ben individuata, mentre invece è polimorfa e instabile nell'area mediterranea. In modo particolare al sud può essere confusa (e a volte si ibrida) con le tre seguenti specie:
- Ranunculus macrophyllus Desf. - Ranuncolo a foglie grandi: è una pianta più grande (le foglie misurano oltre 7 cm di larghezza); questo ranuncolo si trova in Corsica e Sardegna.
- Ranunculus neapolitanus Ten. - Ranuncolo napoletano: in questa pianta è presente un certo dimorfismo fogliare; inoltre i lobi terminali delle foglie sono acuti; è presente al centro e al sud della Penisola.
- Ranunculus pratensis Presl - Ranuncolo dei prati: in genere è una pianta più robusta delle altre (arriva fino a 70 cm di altezza); si trova solo nelle isole.

#### Descrizione delle sottospecie spontanee italiane

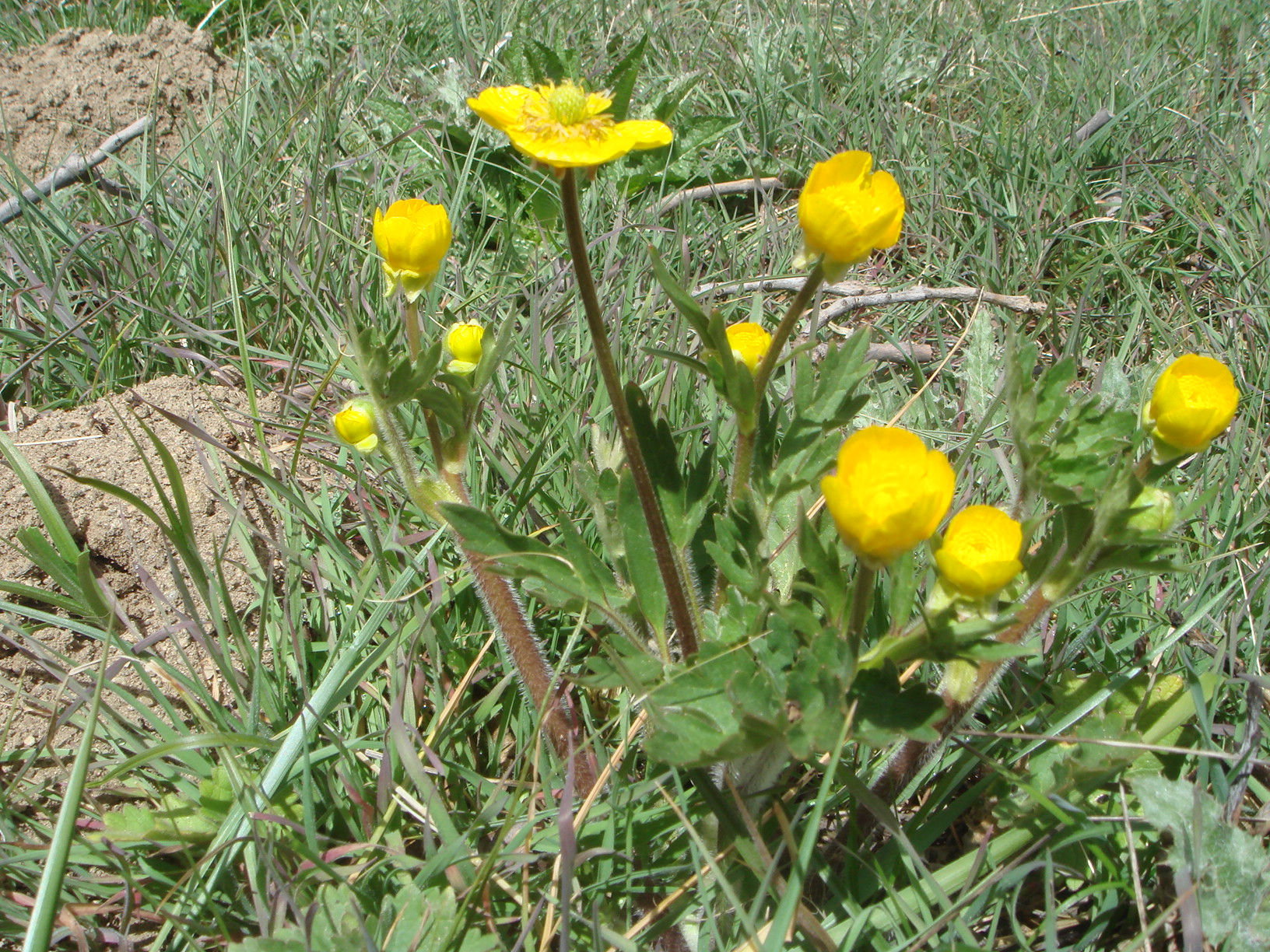
Subsp. aleae

- Ranunculus bulbosus subsp. bulbosus:

- fusto: alla base il fusto è ingrossato per la presenza di un bulbo (le radici sono sottili);
- foglie: il segmento mediano delle foglie, alla base, si restringe a forma di peduncolo (questi segmenti sembrano quindi picciolati);
- fiori: i peduncoli fiorali sono decisamente striati; il ricettacolo ha una forma più o meno globosa;
- distribuzione: (è la stirpe più diffusa) si trova nelle Alpi (ma non sui rilievi più alti), nella Pianura Padana, nella Penisola, forse in Sicilia; è assente in Sardegna.

- Ranunculus bulbosus subsp. bulbifer (Jordan) Neves;

(alcuni botanici considerano questa sottospecie un sinonimo della sottospecie precedente);
- fusto: alla base il fusto è ingrossato per la presenza di un bulbo (le radici sono sottili);
- foglie: il segmento mediano delle foglie, alla base, converge gradualmente con i due laterali;
- fiori: i peduncoli fiorali sono scarsamente striati; il ricettacolo ha una forma globosa;
- distribuzione: probabilmente è un endemismo della Sardegna.

- Ranunculus bulbosus subsp. aleae (Willk.) Rouy & Fouc. (1893) - Ranuncolo d'Alea:

- basionimo: Ranunculus aleae Willk. (1893)
- fusto: altezza della pianta tra i 20 e 80 cm; alla base il fusto è appena ingrossato (le radici sono carnose, turgide e fusiformi);
- foglie: il segmento centrale delle foglie è peduncolato;
- fiori: diametro dei fiori tra i 20 e 30 mm; i peduncoli fiorali sono striati solamente nella parte apicale; la forma del ricettacolo è conica;
- fioritura: da marzo ad maggio;
- geoelemento: il tipo corologico  è Eurimediterraneo o Mediterraneo;
- distribuzione: questa sottospecie è vicariante della subsp. bulbosus nell'Italia meridionale; nelle Alpi si trova nel dipartimento francese Alpes-Maritimes; sui rilievi europei si trova nei Pirenei, Massiccio Centrale e Carpazi;
- habitat: rispetto alle altre sottospecie preferisce suoli più calcarei e più umidi;
- distribuzione altitudinale: sui rilievi queste piante si possono trovare fino a 800 m s.l.m.; frequentano quindi il piano vegetazionale collinare e in parte montano.
- fitosociologia:

Formazione: delle comunità delle macro- e megaforbie terrestri
Classe: Molinio-Arrhenatheretea.

#### Altre varietà (non presenti in Italia)
Nell'elenco che segue sono indicate alcune sottospecie e varietà (l'elenco può non essere completo e alcuni nominativi sono considerati da altri autori dei sinonimi della specie principale o anche di altre specie):

Sottospecie:
- Ranunculus bulbosus subsp. adscendens (Brot.) J.B.Neves (1944)
- Ranunculus bulbosus subsp. broteri (Freyn) Vasc.
- Ranunculus bulbosus subsp. castellanus (Freyn) P.W.Ball & Heywood (1962)
- Ranunculus bulbosus subsp. gallecicus (Willk.) P.W.Ball & Heywood (1962)

Varietà:
- Ranunculus bulbosus var. brachiatus Schleicher: pianta con pubescenza ridotta.
- Ranunculus bulbosus var. cacuminalis G.López (1985)
- Ranunculus bulbosus var. osiae P.Monts. ex G.López (1985)
- Ranunculus bulbosus var. petiolulatus E.H.L.Krause (1914)
- Ranunculus bulbosus var. valdepubens (Jordan) Briq.: la pubescenza sul fusto è molto densa con peli patenti.

### Ibridi
Con la specie Ranunculus acris L. (Ranuncolo acre) la pianta di questa voce forma il seguente ibrido interspecifico:
- Ranunculus × goldei Meinshausen ex Trautv. (1883)

### Sinonimi
La specie di questa voce ha avuto nel tempo diverse nomenclature. L'elenco che segue indica alcuni tra i sinonimi più frequenti:
- Ranunculus bulbifer Jord.
- Ranunculus eriophyllus C. Koch (1847)
- Ranunculus gallecicus Freyn in Willk. (1883)
- Ranunculus heucherifolius C.Presl (1826)
- Ranunculus laetus Salisb. (1796)
- Ranunculus neapolitanus Ten. (1825)
- Ranunculus occidentalis Freyn in Willk. & Lange (1880)
- Ranunculus palustris Sm. in Rees (1815)
- Ranunculus rapaceus Bubani (1901)
- Ranunculus sennenii Pau (1907)
- Ranunculus sparsipilus Jordan (1860)
- Ranunculus valdepubens Jordan (1861)

### Specie simili
Tutti i ranuncolo a petali gialli sono molto simili tra i loro. Qui elenchiamo alcuni che tra l'altro frequentano più o meno gli stessi habitat nelle zone alpine (per le zone poste più a sud vedere il paragrafo “Variabilità”):
- Ranunculus acris L. (1753) - Ranuncolo comune
- Ranunculus aduncus Gren. (1847) - Ranuncolo adunco
- Ranunculus polyanthemoides Boreau (1857) - Ranuncolo falso poliantemo
- Ranunculus polyanthemophyllus W.Koch & H.Hess (1955) - Ranuncolo con foglie di poliantemo
- Ranunculus polyanthemos L. (1753) - Ranuncolo a fiori numerosi
- Ranunculus repens L. (1753) - Ranuncolo strisciante
- Ranunculus serpens Schrank (1789) - Ranuncolo serpente
- Ranunculus tuberosus Lapeyr. (1813) - Ranuncolo tuberoso
- Ranunculus venetus Landolt (1965) - Ranuncolo veneto
- Ranunculus villarsi DC (1805) - Ranuncolo di Villars

## Usi

### Farmacia
Queste piante contengono l'anemonina; una sostanza particolarmente tossica per animali e uomini. Infatti gli erbivori brucano le foglie di queste piante con molta difficoltà e solamente dopo una buona essiccazione (erba affienata) che fa evaporare le sostanze più pericolose. Anche le api evitano di bottinare il nettare dei “ranuncoli”. Sulla pelle umana queste piante possono creare delle vesciche (dermatite); mentre sulla bocca possono provocare intenso dolore e bruciore alle mucose.

Secondo la medicina popolare questa pianta ha delle proprietà vescicatorie, antispasmodiche (attenua gli spasmi muscolari, e rilassa anche il sistema nervoso) e revulsive (decongestionamento di un organo interno attraverso delle applicazioni sulla pelle). Comunque l'uso pratico di questa pianta è sconsigliabile vista l'alta tossicità. Un tempo i mendicanti strofinavano sulla pelle le foglie di questa pianta al fine di produrre piaghe e quindi aumentare la generosità dei benefattori..

### Giardinaggio
Sono piante rustiche di facile impianto per cui spesso sono coltivate nei giardini rustici o anche alpini. Esiste anche una varietà coltivata (cultivar) a fiori doppi o tripli (al centro del fiore principale un piccolo peduncolo sorregge un altro fiore più piccolo).